# Sierpompoen
De Sierpompoen met de botanische naam Cucurbita pepo is een plantensoort uit de komkommerfamilie (Cucurbitaceae). Het bekendste product van deze soort is de courgette, maar ook de patisson en de spaghettipompoen worden door deze soort geleverd. De Jack-o'-lantern is de naam voor de Halloween lantaarn, die bijna altijd van deze soort wordt gemaakt.
De vrucht van rassen die enkel voor de sier zijn bedoeld is meestal giftig. Een dergelijke vrucht heeft vaak een bittere smaak en kan het giftige cucurbitacine bevatten. C. pepo wordt giftiger wanneer deze wordt beschadigd. Een sierpompoen wordt minder giftig wanneer deze zonder te beschadigen veel wordt aangeraakt en mensen de bloemen bestuiven (zie domesticatie van planten).

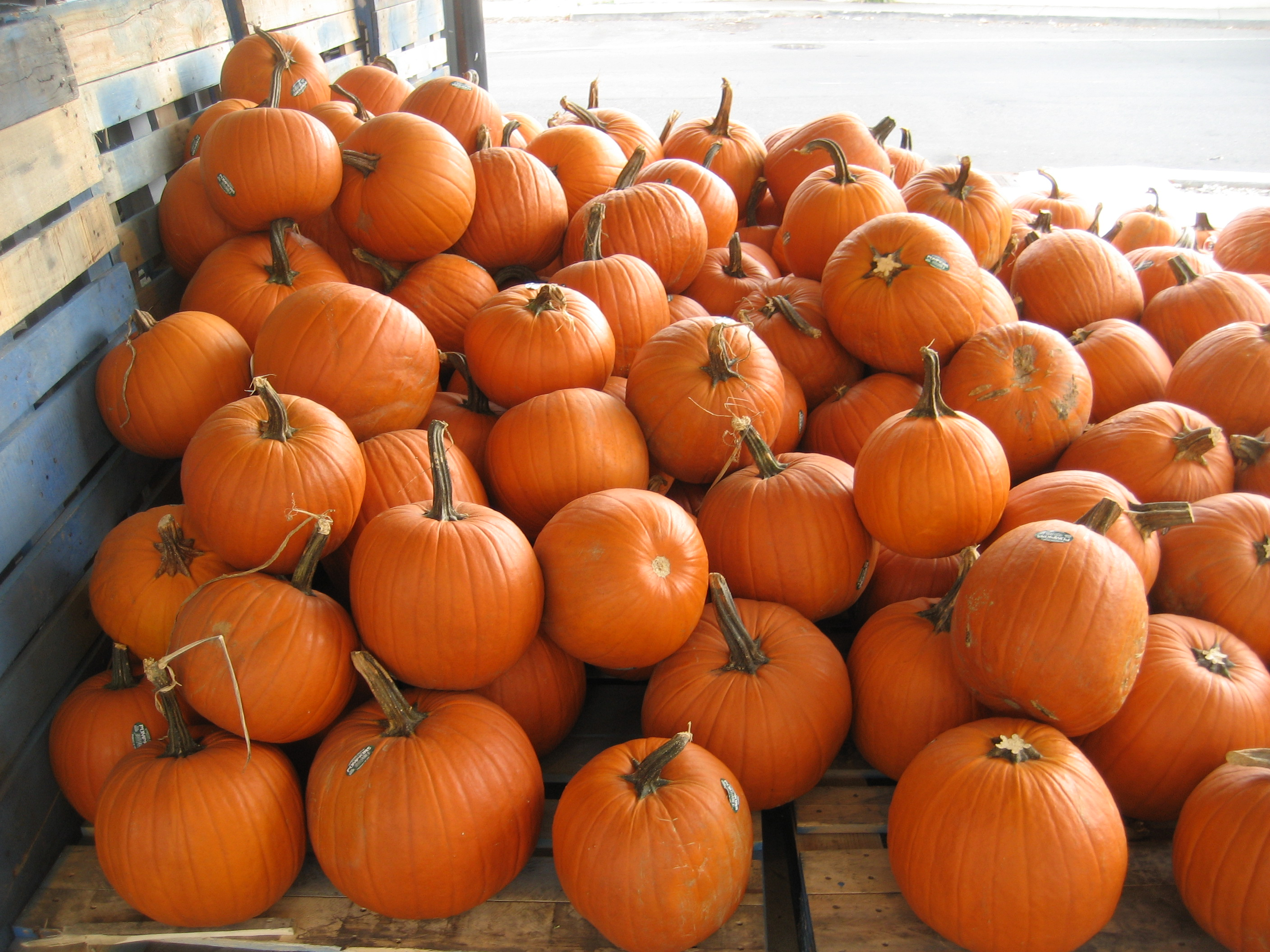
Pompoenen.
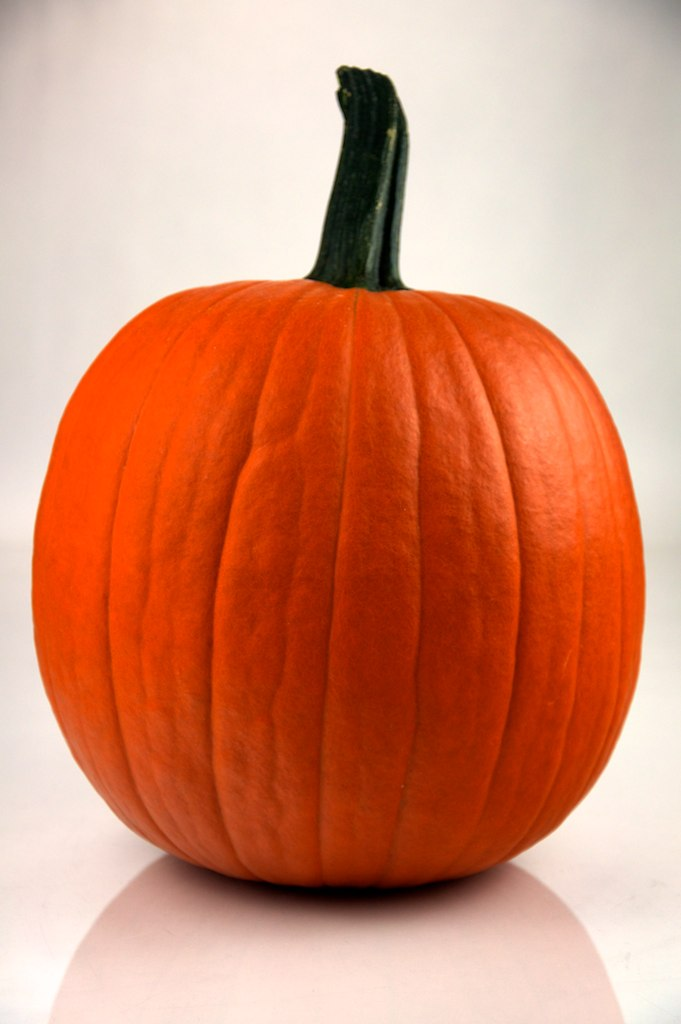
Pompoen klaar om bewerkt te worden voor Halloween.